# Allogamus laureatus
Allogamus laureatus là một loài Trichoptera trong họ Limnephilidae. Chúng phân bố ở miền Cổ bắc.